# Orazio Luzi
Orazio Luzi detto anche Orazio Luzio da Cagli (in latino Horatius Lutius Calliensis, Horatius Lucius) (Cagli, 1541 – Vimercate, 1569) è stato un letterato e religioso italiano.

## Biografia
Nato a Cagli nel Ducato di Urbino, Orazio Luzi studiò legge all'Università di Padova e a quella di Bologna. Il cardinale Carlo Borromeo lo fece nominare preposto di Vimercate. Morì nel 1569.

## Opere
- Horatii Lutii Calliensis Tractatus, de priuilegiis scholarium. Cum indice rerum, ac uerborum copioso, Giacomo Giordano, Padova 1564.
- Canones, et decreta sacrosancti oecumenici, et generalis Concilii Tridentini ... Cum citationibus ex utraque Testamento, & iuris pontificij constitutionibus ... collectis ... ab Horatio Lutio, ex officina Stellae Iordani Ziletti, Venezia 1566.